# قلعه‌گمش‌دفه
قلعه‌گمش‌دفه روستایی در دهستان قزل‌آلان بخش گلدشت شهرستان گمیشان استان گلستان ایران است.

## جمعیت
بر پایه سرشماری عمومی نفوس و مسکن در سال ۱۳۹۵ جمعیت این مکان ۵۳۵ نفر (۱۵۳خانوار) بوده‌است.